# Walter Chiari
Walter Annichiarico, mer känd som Walter Chiari, född 2 mars 1924 i Verona, död 20 december 1991 i Milano, var en italiensk skådespelare.

## Filmografi (urval)
- 1951 – Skandal i romerska badet
- 1964 - Se permettete parliamo di donne
- 1965 – Här kommer bärsärkarna
- 1965 - Made in Italy